# Торське (станція)
То́рське — проміжна залізнична станція 5-го класу Тернопільської дирекції Львівської залізниці на лінії Біла-Чортківська — Стефанешти між станціями Заліщики (15 км) та Товсте (13,5 км). Розташована в селі Торське Чортківського району Тернопільської області.

## Пасажирське сполучення
На станції зупиняються приміські поїзди сполученням Тернопіль — Заліщики.